# Tarzan Boy
Tarzan Boy is een nummer van de Italiaanse band Baltimora. Het is de eerste single van hun debuutalbum Living in the Background uit 1985. In april van dat jaar werd het nummer op single uitgebracht.

## Achtergrond
Het nummer, dat Tarzans uithaal bevat in het refrein, gaat over vrij zijn en doen wat je zelf wilt. "Tarzan Boy" werd wereldwijd een gigantische hit en werd later ook vele malen gecoverd. In thuisland Italië bereikte de plaat de 6e positie, in Duitsland de 3e en in het Verenigd Koninkrijk werd de 3e positie bereikt in de UK Singles Chart. In de Verenigde Staten werd een 13e positie bereikt, in Canada de 5e, Australië de 16e, Nieuw-Zeeland de 34e en in Zuid-Afrika de 3e positie.
In het Nederlandse taalgebied was de plaat nog succesvoller. In Nederland was de plaat op 19 juli 1985 Veronica Alarmschijf op Hilversum 3 en werd een hit in de destijds drie hitlijsten op de nationale publieke popzender. De plaat behaalde de nummer 1-positie in zowel de Nederlandse Top 40, Nationale Hitparade als de TROS Top 50. Ook in de Europese hitlijst op Hilversum 3, de TROS Europarade, werd de nummer 1-positie behaald. In België bereikte de plaat de nummer 1-positie in zowel de voorloper van de Vlaamse Ultratop 50 als de Vlaamse Radio 2 Top 30.
Het lukte Baltimora daarna nooit meer om het succes van de plaat te overtreffen. "Tarzan Boy" werd later ook gebruikt in de films Teenage Mutant Ninja Turtles III en Beverly Hills Ninja.

## Hitnoteringen

### Nederlandse Top 40
| Hitnotering: 27-07-1985 t/m 12-10-1985 | Hitnotering: 27-07-1985 t/m 12-10-1985 | Hitnotering: 27-07-1985 t/m 12-10-1985 | Hitnotering: 27-07-1985 t/m 12-10-1985 | Hitnotering: 27-07-1985 t/m 12-10-1985 | Hitnotering: 27-07-1985 t/m 12-10-1985 | Hitnotering: 27-07-1985 t/m 12-10-1985 | Hitnotering: 27-07-1985 t/m 12-10-1985 | Hitnotering: 27-07-1985 t/m 12-10-1985 | Hitnotering: 27-07-1985 t/m 12-10-1985 | Hitnotering: 27-07-1985 t/m 12-10-1985 | Hitnotering: 27-07-1985 t/m 12-10-1985 | Hitnotering: 27-07-1985 t/m 12-10-1985 | Hitnotering: 27-07-1985 t/m 12-10-1985 |
| Week                                   | 1                                      | 2                                      | 3                                      | 4                                      | 5                                      | 6                                      | 7                                      | 8                                      | 9                                      | 10                                     | 11                                     | 12                                     |                                        |
| -------------------------------------- | -------------------------------------- | -------------------------------------- | -------------------------------------- | -------------------------------------- | -------------------------------------- | -------------------------------------- | -------------------------------------- | -------------------------------------- | -------------------------------------- | -------------------------------------- | -------------------------------------- | -------------------------------------- | -------------------------------------- |
| Positie                                | 28                                     | 20                                     | 13                                     | 5                                      | 3                                      | 1                                      | 1                                      | 2                                      | 3                                      | 5                                      | 11                                     | 19                                     | uit                                    |

### Nationale Hitparade
| Hitnotering: 03-08-1985 t/m 19-10-1985 | Hitnotering: 03-08-1985 t/m 19-10-1985 | Hitnotering: 03-08-1985 t/m 19-10-1985 | Hitnotering: 03-08-1985 t/m 19-10-1985 | Hitnotering: 03-08-1985 t/m 19-10-1985 | Hitnotering: 03-08-1985 t/m 19-10-1985 | Hitnotering: 03-08-1985 t/m 19-10-1985 | Hitnotering: 03-08-1985 t/m 19-10-1985 | Hitnotering: 03-08-1985 t/m 19-10-1985 | Hitnotering: 03-08-1985 t/m 19-10-1985 | Hitnotering: 03-08-1985 t/m 19-10-1985 | Hitnotering: 03-08-1985 t/m 19-10-1985 | Hitnotering: 03-08-1985 t/m 19-10-1985 | Hitnotering: 03-08-1985 t/m 19-10-1985 |
| Week                                   | 1                                      | 2                                      | 3                                      | 4                                      | 5                                      | 6                                      | 7                                      | 8                                      | 9                                      | 10                                     | 11                                     | 12                                     |                                        |
| -------------------------------------- | -------------------------------------- | -------------------------------------- | -------------------------------------- | -------------------------------------- | -------------------------------------- | -------------------------------------- | -------------------------------------- | -------------------------------------- | -------------------------------------- | -------------------------------------- | -------------------------------------- | -------------------------------------- | -------------------------------------- |
| Positie                                | 14                                     | 4                                      | 1                                      | 4                                      | 2                                      | 2                                      | 4                                      | 5                                      | 7                                      | 18                                     | 26                                     | 42                                     | uit                                    |